# Гимн Китайской Республики
«Национальный гимн Китайской Республики» в настоящее время является гимном Китайской Республики (Тайваня). Он описывает, как с помощью трёх народных принципов могут быть достигнуты надежды государства и народа. Неофициально песню иногда называют «San Min Chu-i» или «Тремя народными принципами» из-за её первой строки, но в официальных ситуациях это название никогда не используется.

## История
Текст «Национального гимна Китайской Республики» был написан совместно несколькими членами партии Гоминьдан:
- Ху Ханьмин (胡漢民 Hú Hànmín),
- Дай Цзитао (戴季陶 Dài Jìtáo),
- Ляо Чжункай (廖仲愷 Liáo Zhōngkǎi)
- Шао Юаньчун (邵元沖 Shào Yuánchōng).

Начало тексту положила речь Сунь Ятсена на открытии Военной академии Вампу 16 июля 1924 года.
После успешного Северного похода Гоминьдан сделали этот текст гимном партии и объявили конкурс на лучшую музыку к гимну. В конкурсе 139 участников победил Чэн Мао-юнь (程懋筠; Cheng Màoyún).
24 марта 1930 года многочисленные члены партии предложили использовать речь Сунь Ятсена в качестве национального гимна. Созданный Научно-исследовательский комитет по изменению национального гимна (國歌編制研究委員會) одобрил изменение гимна, 3 июня 1937 года Центральный Исполнительный комитет утвердил изменение, и с 1943 года «Три народных принципа» стали официальным гимном Китайской Республики.

## Слова
Слова гимна написаны на классическом китайском. К примеру:
- ěr (爾) это классический эквивалент и единичного и множественного «вы» (которые различаются в современном китайском) в зависимости от контекста. В данном случае это множественное «вы».
- fěi (匪) это классический синоним «не» (非 fēi).
- zī (咨) это классическое, архаичное междометие, не использующееся в этом смысле в современном разговорном языке.

Таким образом гимн Китайской Республики контрастирует Маршу добровольцев, который был написан несколько лет спустя полностью на современном разговорном китайском.

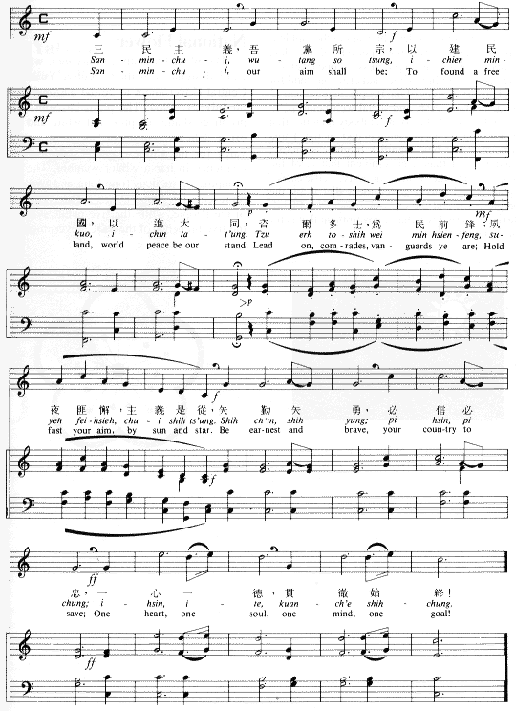
Национальный гимн Китайской Республики

| 三民主義，吾黨所宗， 以建民國，以進大同。 咨爾多士，為民前鋒； 夙夜匪懈，主義是從。 矢勤矢勇，必信必忠； 一心一德，貫徹始終。 三民主义，吾党所宗， 以建民国，以进大同。 咨尔多士，为民前锋； 夙夜匪懈，主义是从。 矢勤矢勇，必信必忠； 一心一德，贯彻始终。 | | ㄙ ㄢ ㄇㄧㄣˊ ㄓㄨ ˇ ㄧ ˋ ㄨ ˊ ㄉ ㄤˇ ㄙㄨㄛˇ ㄗㄨㄥˉ ㄧ ˇ ㄐㄧㄢˋ ㄇㄧㄣˊ ㄍㄨㄛˊ ㄧ ˇ ㄐㄧㄣˋ ㄉ ㄚˋ ㄊㄨㄥˊ ㄗ ㄦ ˇ ㄉㄨㄛ ㄕ ˋ ㄨ ㄟˊ ㄇㄧㄣˊ ㄑㄧㄢˊ ㄈ ㄥ ㄙ ㄨˋ ㄧ ㄝˋ ㄈ ㄟˇ ㄒㄧㄝˋ ㄓ ㄨˇ ㄧ ˋ ㄕ ˋ ㄘㄨㄥˊ ㄕ ˇ ㄑㄧㄣˊ ㄕ ˇ ㄩ ㄥˇ ㄅ ㄧˋ ㄒㄧㄣˋ ㄅ ㄧˋ ㄓㄨㄥ ㄧ ˋ ㄒㄧㄣ ㄧ ˋ ㄉ ㄜˊ ㄍㄨㄢˋ ㄔ ㄜˋ ㄕ ˇ ㄓㄨㄥ |
| San-min-chu-i, Wu-tang so tsung; i-chien min-kuo, i-chin ta-t’ung. Tzu erh to-shih, wei min ch’ien-feng; su-yeh fei-hsieh, chu-i shih ts’ung. Shih ch’in shih yung, pi hsin pi chung ; i-hsin i-te, kuan-ch’e shih-chung.                                   | Sānmín Zhǔyì, wúdǎng suǒ zōng; Yǐ jiàn Mínguó, yǐ jìn dà tóng. Zī'ěr duō shì, wéi mín qiánfēng; Sù yè fěi xiè, zhǔyì shì cóng. Shǐ qín shǐ yǒng, bì xìn bì zhōng; Yì xīn yì dé, guànchè shǐzhōng. | |

#### Система Палладия
Саньминь Чжуи, удан со цзун;

И цзянь Миньго, и цзинь да тун.

Цзыэр до ши, вэй минь цяньфэн;

Су е фэй се, чжуи ши цун.

Ши цинь ши юн, би синь би чжун;

И синь и дэ, ганьчэ шичжун.

#### Перевод
Три народных принципа — вот наша главная цель, 

При помощи их мы создаём Республику, 

Претворяя их в жизнь, мы достигаем всеобщего равенства.

Просим совета у достойнейших: ведь они — авангард нашего народа.

Неустанно, днем и ночью, следуем принципам.

Клянемся служить, клянемся быть храбрыми, и, несомненно [наша] верность внушает полное доверие.

Наши помыслы едины — от начала и до конца.

## Использование на Тайване
В основном гимн проигрывается на официальных церемониях, таких, например, как церемония поднятия флага. В течение многих лет он проигрывался перед началом фильмов. Однажды песня была использована для выявления незаконных мигрантов из Фуцзяни, которые не смогли спеть гимн. Сейчас эта мера уже не эффективна, так как мигранты теперь учат гимн до въезда в страну.
Поскольку гимн изначально был гимном партии Гоминьдан и был написан в Континентальном Китае, сторонники независимости Тайваня противились использованию песни в качестве национального гимна. Фраза «наша партия» (吾党) изначально подразумевала Гоминьдан, что было неприемлемо для национального гимна. Поэтому понятие «党» было заменено на «мы» — такой смысл и закладывался в слово задолго до появления политических партий, означая группу людей, связанных идеологией и общей выгодой.
Демократическая прогрессивная партия приняла этот гимн, но делала на нём тайваньский акцент, приглашая хор тайваньских аборигенов либо исполняя его на тайваньском или хакка. В 2006 году президент Чэнь Шуйбянь заявил, что он полностью поддерживает национальный гимн Китайской Республики. Он сказал, что граждане его страны должны научиться громко и гордо петь национальный гимн. Он также подчеркнул, что пример должны подавать чиновники.
Многие соратники Чэнь Шуйбяня по ДПП, однако, остались холодны к его призывам петь, по существу, гимн чужой партии, считая, что «Тайвань зелёный» гораздо лучше подошёл бы как гимн для Тайваня.
Песня запрещена на территории Китайской Народной Республики, и, хотя официально не запрещена в Гонконге, её публичное исполнение не приветствуется. На инаугурации Чэня Шуйбяня в 2000 году национальный гимн был исполнен популярной тайваньской певицей A-mei, из-за чего в континентальном Китае на несколько месяцев были запрещены её гастроли.
На международных мероприятиях, таких как Олимпийские игры, Тайвань не имеет права использовать своё официальное название «Китайская Республика» и использует название «Китайский Тайбэй». Вместо Гимна Китайской Республики проигрывается Песня национального знамени. Причиной этого является давление Китайской Народной Республики из-за спорного политического статуса Тайваня.